# 東茶屋
東茶屋（ひがしちゃや）は、愛知県名古屋市港区の町名。東茶屋一丁目から東茶屋四丁目。住居表示未実施。

## 地理
名古屋市港区西部に位置し、東は南陽町大字福田、西は西茶屋一〜四丁目、南は藤高三丁目、北は知多三丁目・小賀須二〜三丁目、南東は七島一〜二丁目に接する。

## 歴史

### 町名の由来
茶屋新田を東西に分けたうちの東部に位置することによる。

### 沿革
- 1976年（昭和51年）3月13日 - 港区南陽町大字茶屋新田・福田・七島新田の各一部より同区東茶屋一丁目が、南陽町大字茶屋新田の一部より東茶屋二〜四丁目が成立[1]。
- 1981年（昭和56年）12月5日 - 南陽町大字茶屋新田の一部を三〜四丁目へ編入[1]。
- 1988年（昭和63年）11月27日 - 南陽町大字茶屋新田・福田の各一部を一丁目へ編入[1]。

## 世帯数と人口
2019年（平成31年）3月1日現在の世帯数と人口は以下の通りである。
| 丁目                 | 世帯数  | 人口    |
| -------------------- | ------- | ------- |
| 東茶屋一丁目         | 319世帯 | 789人   |
| 東茶屋二丁目         | 182世帯 | 443人   |
| 東茶屋三丁目・四丁目 | 22世帯  | 69人    |
| 計                   | 523世帯 | 1,301人 |

### 人口の変遷
国勢調査による人口の推移
| 1995年（平成7年）  | 1,202人 | [ WEB 6 ]  |  |
| 2000年（平成12年） | 1,150人 | [ WEB 7 ]  |  |
| 2005年（平成17年） | 1,087人 | [ WEB 8 ]  |  |
| 2010年（平成22年） | 1,039人 | [ WEB 9 ]  |  |
| 2015年（平成27年） | 1,018人 | [ WEB 10 ] |  |

## 学区
市立小・中学校に通う場合、学校等は以下の通りとなる。また、公立高等学校に通う場合の学区は以下の通りとなる。
| 丁目         | 番・番地等 | 小学校               | 中学校                 | 高等学校 |
| ------------ | ---------- | -------------------- | ---------------------- | -------- |
| 東茶屋一丁目 | 全域       | 名古屋市立南陽小学校 | 名古屋市立南陽東中学校 | 尾張学区 |
| 東茶屋二丁目 | 全域       | 名古屋市立南陽小学校 | 名古屋市立南陽東中学校 | 尾張学区 |
| 東茶屋三丁目 | 全域       | 名古屋市立南陽小学校 | 名古屋市立南陽東中学校 | 尾張学区 |
| 東茶屋四丁目 | 全域       | 名古屋市立南陽小学校 | 名古屋市立南陽東中学校 | 尾張学区 |

## 施設

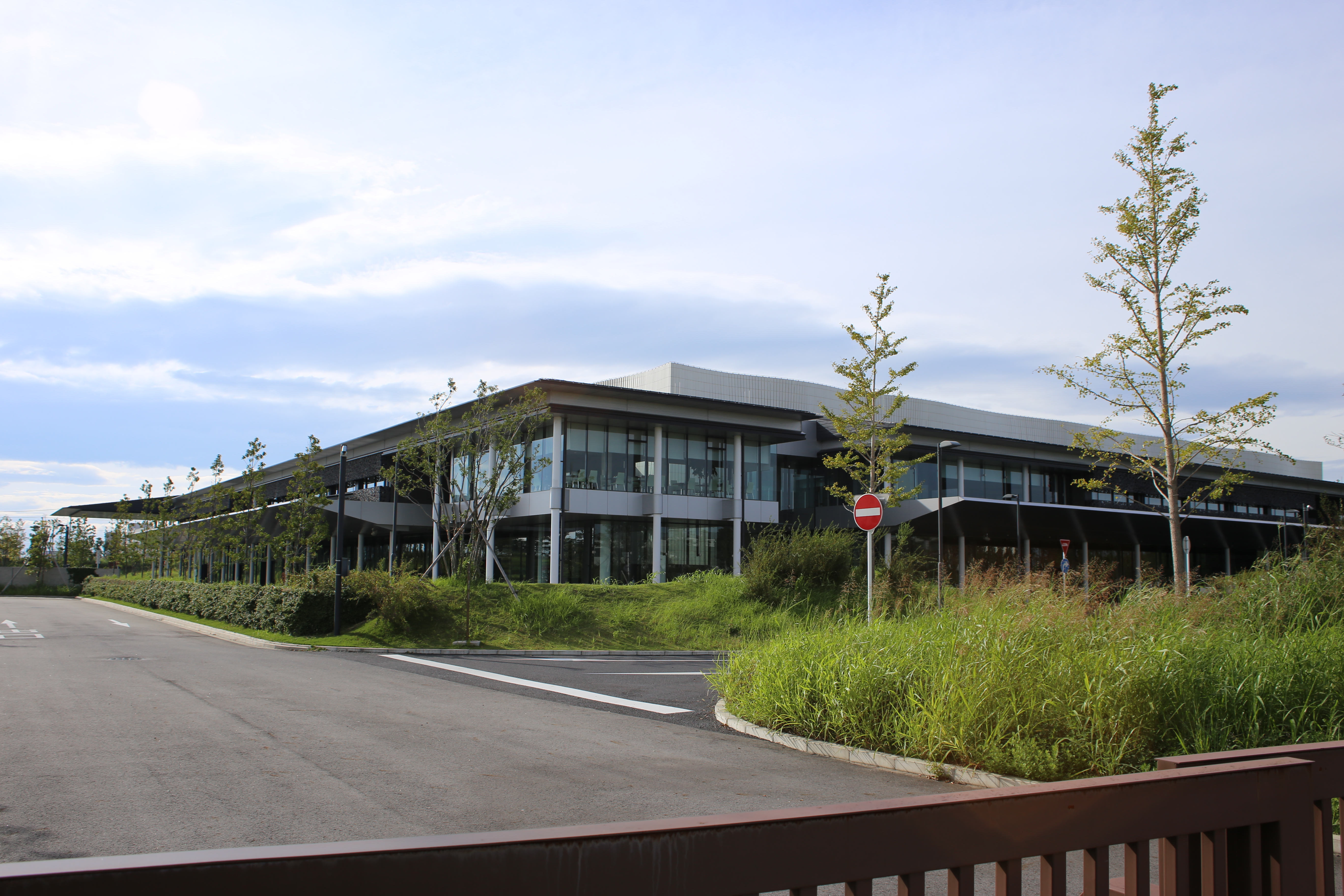
名古屋市立第二斎場
- 名古屋市立南陽小学校
- 名古屋南陽町郵便局
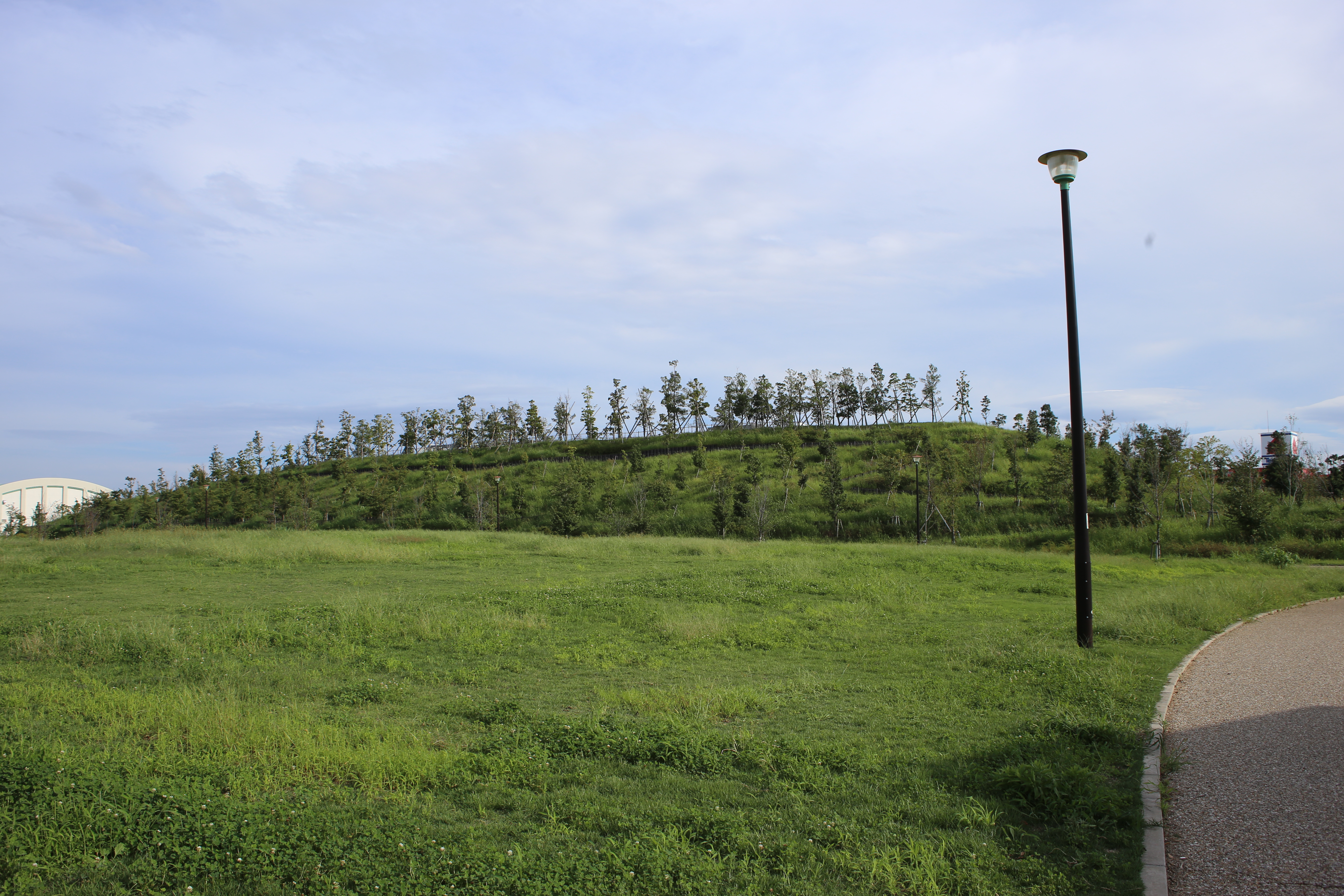
南陽中央公園
- 茶屋観音寺
- 重正寺
- 正福寺
- 男山八幡宮
- ヤマダ電機テックランド名古屋港店

- 名古屋市立第二斎場
- 南陽中央公園

## 交通
- 名古屋市都市計画道路万場藤前線

## その他

### 日本郵便
- 郵便番号 : 455-0851[WEB 3]（集配局：名古屋港郵便局[WEB 13]）。

### WEB
1. ↑  “愛知県名古屋市港区の町丁・字一覧”.   人口統計ラボ. 2019年4月14日閲覧。
2. 1 2  “町・丁目(大字)別、年齢(10歳階級)別公簿人口(全市・区別)”.   名古屋市 (2019年3月20日). 2019年3月21日閲覧。
3. 1 2  “郵便番号”.  日本郵便. 2019年3月17日閲覧。
4. ↑  “市外局番の一覧”.   総務省. 2019年1月6日閲覧。
5. ↑  “港区の町名一覧”.   名古屋市 (2015年10月21日). 2020年11月15日閲覧。
6. ↑  総務省統計局 (2014年3月28日). “平成7年国勢調査の調査結果(e-Stat) - 男女別人口及び世帯数 －町丁・字等”. 2019年3月23日閲覧。
7. ↑  総務省統計局 (2014年5月30日). “平成12年国勢調査の調査結果(e-Stat) - 男女別人口及び世帯数 －町丁・字等”. 2019年3月23日閲覧。
8. ↑  総務省統計局 (2014年6月27日). “平成17年国勢調査の調査結果(e-Stat) - 男女別人口及び世帯数 －町丁・字等”. 2019年3月23日閲覧。
9. ↑  総務省統計局 (2012年1月20日). “平成22年国勢調査の調査結果(e-Stat) - 男女別人口及び世帯数 －町丁・字等”. 2019年3月23日閲覧。
10. ↑  総務省統計局 (2017年1月27日). “平成27年国勢調査の調査結果(e-Stat) - 男女別人口及び世帯数 －町丁・字等”. 2019年3月23日閲覧。
11. ↑  “市立小・中学校の通学区域一覧”.   名古屋市 (2018年11月10日). 2019年1月14日閲覧。
12. ↑  “平成29年度以降の愛知県公立高等学校（全日制課程）入学者選抜における通学区域並びに群及びグループ分け案について”.   愛知県教育委員会 (2015年2月16日). 2019年1月14日閲覧。
13. ↑  “郵便番号簿 2018年度版” (PDF).   日本郵便. 2019年4月14日閲覧。

### 文献
1. 1 2 3 4  名古屋市計画局 1992, p. 844.
2. ↑  「角川日本地名大辞典」編纂委員会 1989, p. 1116.
3. ↑  名古屋市計画局 1992, p. 537.